# Irsina
Irsina é uma comuna italiana da região da Basilicata, província de Matera, com cerca de 5.726 habitantes. Estende-se por uma área de 262 km², tendo uma densidade populacional de 22 hab/km². Faz fronteira com Genzano di Lucania (PZ), Grassano, Gravina in Puglia (BA), Grottole, Oppido Lucano (PZ), Tolve (PZ), Tricarico.

## Demografia
| Variação demográfica do município entre 1861 e 2011                               |
|                                                                                   |
| Fonte: Istituto Nazionale di Statistica (ISTAT) - Elaboração gráfica da Wikipedia |